# 皎勃東鎮區
皎勃東鎮為緬甸曼德勒省敏建縣的鎮區。2014年人口261,908人，區域面積1,954.2平方公里。該鎮下分162個村里。皎勃東為該鎮之首府。較重要的城市包含Popaywa以及Seiktein。

## 地理
皎勃東鎮為敏建縣西南端的鎮區，而該鎮區的北邊與東沙鎮接壤；東北邊與默萊鎮接壤；東邊與密鐵拉鎮接壤；南邊與馬圭省納茂鎮接壤；西南邊與馬圭省仁安羌鎮接壤；西邊與馬圭省稍埠鎮接壤；西北邊與良烏鎮接壤。
皎勃東鎮的景點包含了波巴山、波巴塔昂卡拉特修道院（Popa Taungkalat Monastery）、沙鄰遺跡（Salay Ruins）以及尖茅山水庫（Kyetmauk Taung Reservoir）等。

## 外部連結
- "Kyaukpadaung Township, Mandalay Division"[永久] map ID:MIMU154_Kyaukpadaung_Township_100111, created: 11 January 2010, Myanmar Information Management Unit (MIMU)
- "Kyaukpadaung Google Satellite Map" （页面存档备份，存于） Maplandia World Gazetteer